# Bush (Band)
Bush ist eine britische Rockband, die 1991 gegründet wurde.

## Werdegang
Bush entstand 1991 in London und benannte sich nach dem Ort ihres ersten Auftrittes (Shepherd’s Bush). Ihre erste Veröffentlichung feierte sie mit einer selbst herausgebrachten LP mit dem Titel Sixteen Stone, welche im Frühling 1994 erschien.
Stilistisch werden sie oft zum Grunge gezählt, weil viele Kritiker auf ihrem ersten Album, Sixteen Stone, Ähnlichkeiten mit der Band Nirvana hörten. Dies ist aber spätestens seit ihrem dritten Album, The Science of Things nicht mehr zutreffend, da hier typische Grunge-Elemente fehlen, wie z. B. die geradlinige Liedführung. Am ehesten lässt sich die Band dem „allgemeinen Alternative Rock“ zuordnen (im Gegensatz zum Classic Rock). 2004 kündigte Rossdale ein Soloprojekt an. Zusammen mit der zuvor vollzogenen Trennung von Gitarrist Nigel Pulsford, der bei Auftritten durch Chris Traynor (Helmet (Band)) ersetzt wurde, läutete dies das vorläufige Ende von Bush ein. Rossdales Soloprojekt Institute entwickelte sich zu seiner neuen Band. Das von Page Hamilton (Helmet) produzierte Album Distort Yourself ist seit 2005 käuflich zu erwerben. Im Jahr 2008 veröffentlichte Gavin Rossdale sein erstes Soloalbum Wanderlust. Es erreichte in Deutschland Platz 64 als höchste Chartplatzierung.
Gavin Rossdale verkündete offiziell am 12. Dezember 2008 im Clarendon Ballroom in Arlington, Virginia, dass Bush 2009 ein Comeback starten würden. Am 21. Juni 2010 wurde bekannt gegeben, dass die Band sich endgültig reformieren und das erste Konzert nach über acht Jahren beim Epicenter Music Festival (25.–26. September 2010) in Kalifornien spielen werde. Im Sommer 2011 gaben sie die Gründung eines eigenen Labels mit dem Namen Zuma Rock Records bekannt. Am 13. September erschien dort ein neues Album mit dem Titel The Sea of Memories. Die beiden Gründungsmitglieder Nigel Pulsford und Dave Parsons kehrten allerdings nicht zur Band zurück, wodurch an der Reunion nur die Hälfte der Originalbesetzung beteiligt war.
Drei Jahre später versuchte die Band dann, durch eine Crowdfunding-Aktion die Finanzierung eines sechsten Albums zu ermöglichen. Dazu verkauften sie Banddevotionalien wie Instrumente und handgeschriebene Liedtexte. Bei der Veröffentlichung von Man on the Run, das am 17. Oktober 2014 erschien, arbeiteten Bush erstmals mit Sony Music zusammen.

## Alben

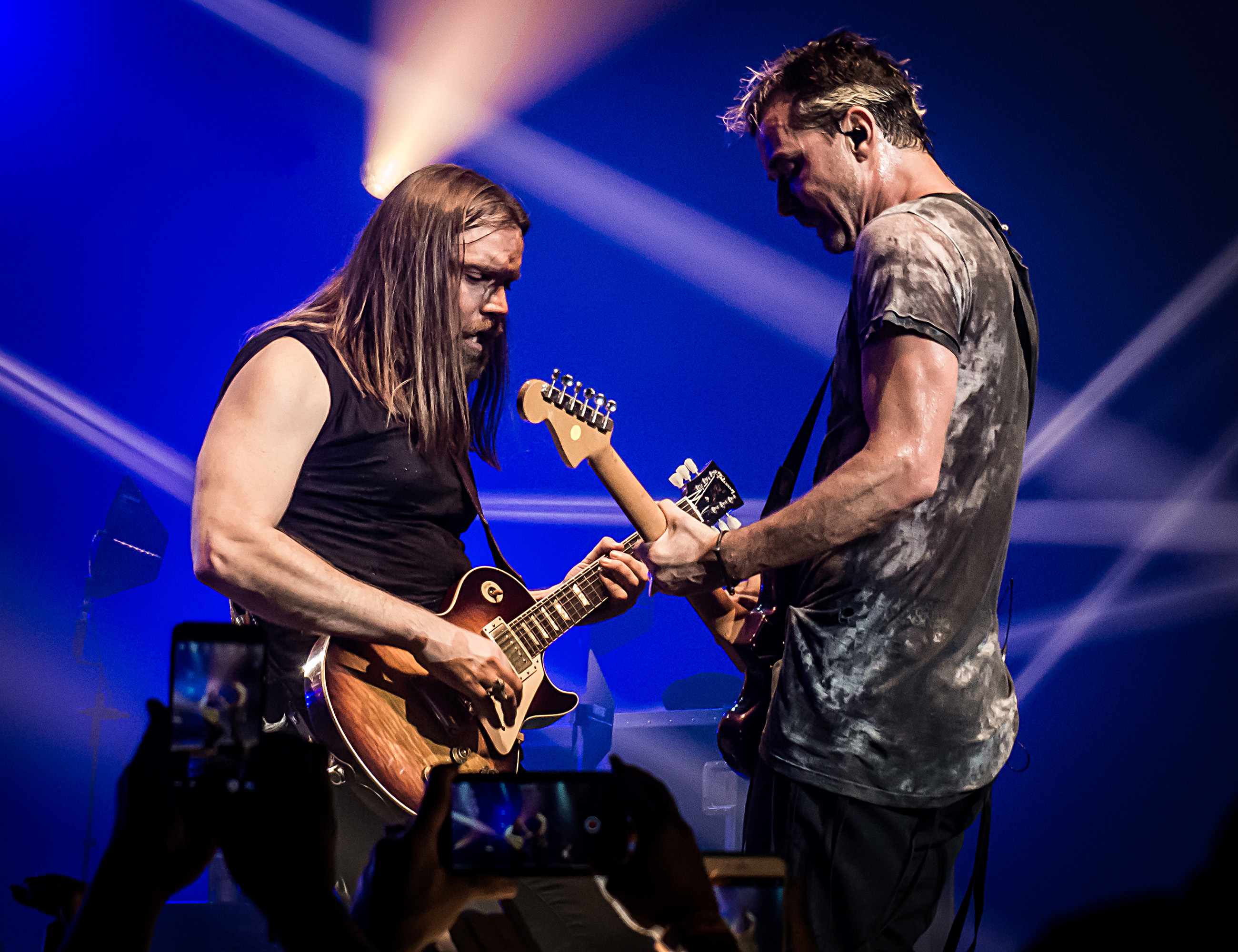
Bush, 2016

### 1994: Sixteen Stone
Das Debütalbum Sixteen Stone der Londoner erreichte dank Heavy Rotation der Singles Everything Zen und Little Things auf US-Collegerocksendern wie KROQ erhöhte Aufmerksamkeit und markiert den frühen Durchbruch auf dem US-Markt, auf dem Bush bis zum Ende ihrer Karriere mehr Aufmerksamkeit zuteilwurde als in Europa. Der Durchbruch in Europa kam vor allem mit der Single Glycerine.

### 1996: Razorblade Suitcase
Das von Steve Albini produzierte Album Razorblade Suitcase war eine stilistische Kehrtwende. Fanden sich auf dem Vorgänger noch einige Gute-Laune-Hits, so herrscht hier auf Grund des introvertierteren Songwritings, des gedrosselten Tempos und erhöhten Akustikanteils eine beinahe depressive Stimmung. Die bekanntesten Lieder sind die Singles Swallowed und Greedy Fly. Zu beiden erschienen vielbeachtete Videos.

### 1997: Deconstructed
Hier handelt es sich um eine Remixplatte, an der unter anderem Goldie und Tricky beteiligt waren.

### 1999: The Science of Things
Das dritte reguläre Album kennzeichnet sich durch ein erhöhtes Maß an elektronischen Spielereien, die aber nie in den Vordergrund rücken. Unter den Gastmusikern auf The Science of Things befindet sich unter anderem Rossdales spätere Ehefrau Gwen Stefani (zu diesem Zeitpunkt noch als Frontfrau der Band No Doubt bekannt). Mit den Singles The Chemicals Between Us, Letting The Cables Sleep und Warm Machine erreichten Bush erneut ein breites Publikum.

### 2001: Golden State
Golden State erwies sich als kommerzieller Flop. Stilistisch weit weniger experimentierfreudig (trotz Dave-Sardy-Produktion) enttäuschte es auch viele langjährige Fans der Band. Der größte (und einzige) Hit des Albums sollte ursprünglich unter dem Titel Speed Kills veröffentlicht werden. Aufgrund der Terroranschläge des 11. September 2001 wurde er umbenannt in The People That We Love. Auch das Cover des Albums wurde umgestaltet, da es ein Flugzeug zeigte. The People That We Love ist außerdem Teil des Soundtracks des Rennspiels Need for Speed: Hot Pursuit 2.

### 2011: The Sea of Memories
10 Jahre nach ihrem letzten Studioalbum und nach ihrer Wiedervereinigung entstand mit Bob Rock als Produzent das fünfte Studioalbum von Bush. International waren das Album, unter anderem mit Platz 18 in den USA, und die Singleauskopplung The Sound of Winter recht erfolgreich, blieben kommerziell aber hinter den früheren Erfolgen zurück. In ihrer englischen Heimat kamen sie nicht in die Charts.

### 2014: Man on the Run
Mit Nick Raskulinecz wurde ein Grammy-Gewinner als Produzent gewonnen, zusammen mit Jay Baumgardner, der unter anderem mit Papa Roach großen Erfolg hatte. Das Album setzt verstärkt auf elektronische Elemente. Insgesamt erhielt das Album jedoch überwiegend negative Kritiken und wurde als überwiegend „einfallslos“ und die Songs als „kaum auseinanderzuhalten“ bezeichnet. In Deutschland und USA hatten Bush mit ihrem siebten Album ihre bislang schlechtesten Platzierungen, in vielen anderen Ländern kamen sie nicht mehr in die Charts.

### 2020: The Kingdom
Das achte Album wurde von Tyler Bates, Gavin Rossdale, Erik Ron und Corey Britz produziert.

## Diskografie

### Studioalben
| Jahr | Titel                    | Höchstplatzierung, Gesamtwochen, AuszeichnungChartplatzierungen (Jahr, Titel, Platzierungen, Wochen, Auszeichnungen, Anmerkungen) | Höchstplatzierung, Gesamtwochen, AuszeichnungChartplatzierungen (Jahr, Titel, Platzierungen, Wochen, Auszeichnungen, Anmerkungen) | Höchstplatzierung, Gesamtwochen, AuszeichnungChartplatzierungen (Jahr, Titel, Platzierungen, Wochen, Auszeichnungen, Anmerkungen) | Höchstplatzierung, Gesamtwochen, AuszeichnungChartplatzierungen (Jahr, Titel, Platzierungen, Wochen, Auszeichnungen, Anmerkungen) | Höchstplatzierung, Gesamtwochen, AuszeichnungChartplatzierungen (Jahr, Titel, Platzierungen, Wochen, Auszeichnungen, Anmerkungen) | Anmerkungen                              |
| Jahr | Titel                    | DE | AT | CH | UK | US | Anmerkungen                              |
| ---- | ------------------------ | --- | --- | --- | --- | --- | ---------------------------------------- |
| 1994 | Sixteen Stone            | DE68 (8 Wo.)DE | — | — | UK42 Silber · (5 Wo.)UK | US4 ×6Sechsfachplatin · (109 Wo.)US                                                                                               | Erstveröffentlichung: 6. Dezember 1994   |
| 1996 | Razorblade Suitcase      | DE37 (19 Wo.)DE | AT13 (9 Wo.)AT | — | UK4 Gold · (14 Wo.)UK | US1 ×3Dreifachplatin · (45 Wo.)US                                                                                                 | Erstveröffentlichung: 19. November 1996  |
| 1999 | The Science of Things    | DE19 (21 Wo.)DE | AT18 (4 Wo.)AT | CH99 (1 Wo.)CH | UK28 (2 Wo.)UK | US11 Platin · (30 Wo.)US | Erstveröffentlichung: 26. Oktober 1999   |
| 2001 | Golden State             | DE10 (8 Wo.)DE | AT11 (12 Wo.)AT | CH31 (8 Wo.)CH | UK53 (1 Wo.)UK | US22 (6 Wo.)US | Erstveröffentlichung: 23. Oktober 2001   |
| 2011 | The Sea of Memories      | DE29 (2 Wo.)DE | AT43 (2 Wo.)AT | CH48 (2 Wo.)CH | — | US18 (6 Wo.)US | Erstveröffentlichung: 13. September 2011 |
| 2014 | Man on the Run           | DE69 (1 Wo.)DE | — | — | — | US33 (1 Wo.)US | Erstveröffentlichung: 21. Oktober 2014   |
| 2017 | Black and White Rainbows | DE85 (1 Wo.)DE | — | CH75 (1 Wo.)CH | UK63 (1 Wo.)UK | — | Erstveröffentlichung: 10. März 2017      |
| 2020 | The Kingdom              | DE35 (1 Wo.)DE | AT49 (1 Wo.)AT | CH27 (2 Wo.)CH | — | — | Erstveröffentlichung: 17. Juli 2020      |
| 2022 | The Art of Survival      | DE84 (1 Wo.)DE | — | CH58 (1 Wo.)CH | — | — | Erstveröffentlichung: 7. Oktober 2022    |
| 2025 | I Beat Loneliness        | DE51 (1 Wo.)DE | AT49 (1 Wo.)AT | CH59 (1 Wo.)CH | — | — | Erstveröffentlichung: 18. Juli 2025      |

### Livealben
- 2005: Zen X Four
- 2020: Live in Tampa

### Kompilationen
| Jahr | Titel         | Höchstplatzierung, Gesamtwochen, AuszeichnungChartsChartplatzierungen (Jahr, Titel, Platzierungen, Wochen, Auszeichnungen, Anmerkungen) | Anmerkungen                             |
| Jahr | Titel         | US | Anmerkungen                             |
| ---- | ------------- | --- | --------------------------------------- |
| 1997 | Deconstructed | US36 Gold · (15 Wo.)US | Erstveröffentlichung: 11. November 1997 |

Weitere Kompilationen
- 2005: The Best of: 1994–1999
- 2023: Loaded: The Greatest Hits 1994–2023

### Singles
| Jahr | Titel Album                                    | Höchstplatzierung, Gesamtwochen, AuszeichnungChartplatzierungen (Jahr, Titel, Album, Platzierungen, Wochen, Auszeichnungen, Anmerkungen) | Höchstplatzierung, Gesamtwochen, AuszeichnungChartplatzierungen (Jahr, Titel, Album, Platzierungen, Wochen, Auszeichnungen, Anmerkungen) | Höchstplatzierung, Gesamtwochen, AuszeichnungChartplatzierungen (Jahr, Titel, Album, Platzierungen, Wochen, Auszeichnungen, Anmerkungen) | Anmerkungen                              |
| Jahr | Titel Album                                    | DE | UK | US | Anmerkungen                              |
| ---- | ---------------------------------------------- | --- | --- | --- | ---------------------------------------- |
| 1995 | Everything Zen Sixteen Stone                   | — | UK84 (2 Wo.)UK | — | Erstveröffentlichung: 28. Januar 1995    |
| 1995 | Comedown Sixteen Stone                         | — | — | US30 (20 Wo.)US | Erstveröffentlichung: 26. September 1995 |
| 1995 | Glycerine Sixteen Stone                        | — | — | US28 (20 Wo.)US | Erstveröffentlichung: 14. November 1995  |
| 1996 | Machinehead Sixteen Stone                      | — | UK48 (2 Wo.)UK | US43 (20 Wo.)US | Erstveröffentlichung: 9. April 1996      |
| 1996 | Swallowed Razorblade Suitcase                  | — | UK7 (6 Wo.)UK | — | Erstveröffentlichung: 15. Oktober 1996   |
| 1997 | Greedy Fly Razorblade Suitcase                 | — | UK22 (2 Wo.)UK | — | Erstveröffentlichung: 28. Januar 1997    |
| 1997 | Bonedriven Razorblade Suitcase                 | — | UK49 (2 Wo.)UK | — | Erstveröffentlichung: 16. April 1997     |
| 1999 | The Chemicals Between Us The Science of Things | — | UK46 (2 Wo.)UK | US67 (20 Wo.)US | Erstveröffentlichung: 14. September 1999 |
| 2000 | Letting the Cables Sleep The Science of Things | — | UK51 (2 Wo.)UK | — | Erstveröffentlichung: 18. Januar 2000    |
| 2000 | Warm Machine The Science of Things             | — | UK45 (2 Wo.)UK | — | Erstveröffentlichung: 11. Februar 2000   |
| 2001 | The People That We Love Golden State           | DE92 (1 Wo.)DE | UK81 (1 Wo.)UK | — | Erstveröffentlichung: 18. September 2001 |

Weitere Singles
- 1995: Little Things
- 1997: Cold Contagious
- 1997: Personal Holloway
- 1997: Mouth
- 2001: Headful of Ghosts
- 2002: Inflatable
- 2010: Afterlife
- 2011: The Sound of Winter
- 2012: Baby Come Home
- 2014: The Only Way Out
- 2015: Man on the Run
- 2015: Loneliness Is a Killer
- 2016: People at War
- 2017: Mad Love
- 2017: Lost in You
- 2017: The Beat of Your Heart
- 2017: This is War
- 2020: Flowers on a Grave
- 2020: The Kingdom
- 2020: Blood River
- 2020: Quicksand
- 2022: More Than Machines
- 2022: Heavy Is the Ocean
- 2023: All Things Must Change
- 2023: Nowhere to Go but Everywhere
- 2025: 60 Ways to Forget People
- 2025: The Land of Milk and Honey

### Videoalben
- 1997: Alleys and Motorways

## Auszeichnungen für Musikverkäufe
| Goldene Schallplatte - Australien - 1996: für das Album Razorblade Suitcase - 1996: für die Single Glycerine - Neuseeland - 1997: für das Album Razorblade Suitcase Platin-Schallplatte - Kanada - 1998: für das Videoalbum Alleys and Motorways - 1999: für das Album The Science of Things - 1999: für das Album Deconstructed - Neuseeland - 2021: für die Single Glycerine | 2× Platin-Schallplatte - Australien - 1996: für das Album Sixteen Stone - Neuseeland - 2007: für das Album Sixteen Stone 5× Platin-Schallplatte - Kanada - 1997: für das Album Razorblade Suitcase 8× Platin-Schallplatte - Kanada - 2025: für das Album Sixteen Stone |

Anmerkung: Auszeichnungen in Ländern aus den Charttabellen bzw. Chartboxen sind in ebendiesen zu finden.
| Land/RegionAuszeichnungen für Musikverkäufe (Land/Region, Auszeichnungen, Verkäufe, Quellen) | Silber  | Gold     | Platin       | Verkäufe   | Quellen                       |
| -------------------------------------------------------------------------------------------- | ------- | -------- | ------------ | ---------- | ----------------------------- |
| Australien (ARIA)                                                                            | —       | 2× Gold2 | 2× Platin2   | 210.000    | aria.com.au                   |
| Kanada (MC)                                                                                  | —       | —        | 16× Platin16 | 1.510.000  | musiccanada.com               |
| Neuseeland (RMNZ)                                                                            | —       | Gold1    | 3× Platin3   | 67.500     | aotearoamusiccharts.co.nz NZ2 |
| Vereinigte Staaten (RIAA)                                                                    | —       | Gold1    | 10× Platin10 | 10.500.000 | riaa.com                      |
| Vereinigtes Königreich (BPI)                                                                 | Silber1 | Gold1    | —            | 160.000    | bpi.co.uk                     |
| Insgesamt                                                                                    | Silber1 | 5× Gold5 | 31× Platin31 |            |                               |

## Musikvideos
- Everything Zen
- Little Things
- Comedown
- Glycerine
- Machinehead
- Swallowed
- Greedy Fly
- Mouth
- Bonedriven
- Cold Contagious
- Personal Holloway
- The Chemicals Between Us
- Warm Machine
- Letting the Cables Sleep
- The People That We Love
- Inflatable
- The Sound of Winter
- Baby Come Home
- The Afterlife
- Flowers on a Grave